# تفرنوت
التفرنوت نوع من الخبز من منطقة السوس الأقصى في المملكة المغربية. التفرنوت خبز مسطح وهو مكون أساسي في المطبخ الأمازيغي. وهو معروف في منطقة الجنوب الشرقي للمملكة المغربية. وهذا الخبز كان هو السائد في الأعراس والمناسبات والأعياد ، لكن اليوم قليلًا ما تصادفه علي الرغم من مذاقه الرفيع

## تحضير
يطهى فوق أحجار في فرن تقليدي مصنوع من الطين، وهذا الفرن يسمي «تفرنوت» أيضا. وقد ثبت علميًا أن الخبز المطهو في فران الفحم لا يحتوي على المواد التة تسبب الأكسدة والأمراض، وهو صحي على العكس من الخبز المطهو في أفران الغاز. ولتحضير هذا النوع من الخبز نحتاج إلى:
- ماء دافيء
- دقيق القمح
- الطحين الأبيض فارينا (نصف كمية طحين القمح)
- خميرة الخبز
- ملح
- زيت زيتون
- حجر صغير الحجم ويفضل استخدام أحجار الواد النقية.

أما عن خطوات تحضير هذا النوع من الخبز فتتمثل في:
1. في اناء كبير يوضع دقيق القمح ، الطحين الأبيض ،الخميرة،الملح ويضاف ببطئ الماء الدافئ مع جمع كل المكونات ،ثم يخلط جيدا و ان احتاج الى الماء يضاف قليلا لتسهل عملية الدلك ، الى أن يصل المخلوط إلى عجينة متماسكة ورطبة.تغطى بمنديل وغطاء ثقيل وتترك لتسخن وتتخمر وهذا شرط أساسي لنجاح الوصفة.
2. بعد ذلك يتم تكوين كويرات الخبز حسب المقدار المطلوب، ثم تقرس الكويرات بزيت الزيتون للحصول على دائرة ذات ارتفاع 2 أو 3 سمثم تغطي بالمنديل.
3. يتم بعد ذلك تسخين الفرن، وغسل الأحجار بشكل جيد ويتم ادخالها الفرن لتسخن.
4. يوضع الخبز فوق الأحجار الساخنة ويتم ادخاله الفرن ليطهو.

## تقديم
يقدم عادة مع الطواجن.

## تسمية
الاسم يأتي من اللغة الشلحية وهي لهجة أمازيغية. الاسم مشتق من كلمة «فرن».

## تمكيلين
هناك نوع من خبز التفرنوت يعد مع زيت الأركان أو التمر أو الأملو أو زيت الزيتون واسمه «تمكيلين.»

## روابط خارجية
- فيديو توضيحي لكيفية عمل خبز التفرنوت..شاهد